# Izbítxnia
Izbítxnia (en rus: Избичня) és un poble de l'óblast de Briansk, a Rússia, segons el cens del 2013 tenia 191 habitants. Pertany al districte de Komàritxi.